# سیاه‌کمر سفلی
سیاه‌کمر سفلی، روستایی ازمجموعه روستاهای ایل مرادباشایی از توابع بخش ماهیدشت شهرستان کرمانشاه در استان کرمانشاه ایران است که به زبان کردی زنگنه ای صحبت میکنند ، شغل اصلی آنها دامپروری و کشاورزی است.

## جمعیت
این روستا در دهستان ماهیدشت قرار دارد و بر اساس سرشماری مرکز آمار ایران در سال ۱۳۸۵، جمعیت آن ۱۲۳ نفر (۳۱خانوار) بوده‌است.